# بورس هنگ کنگ

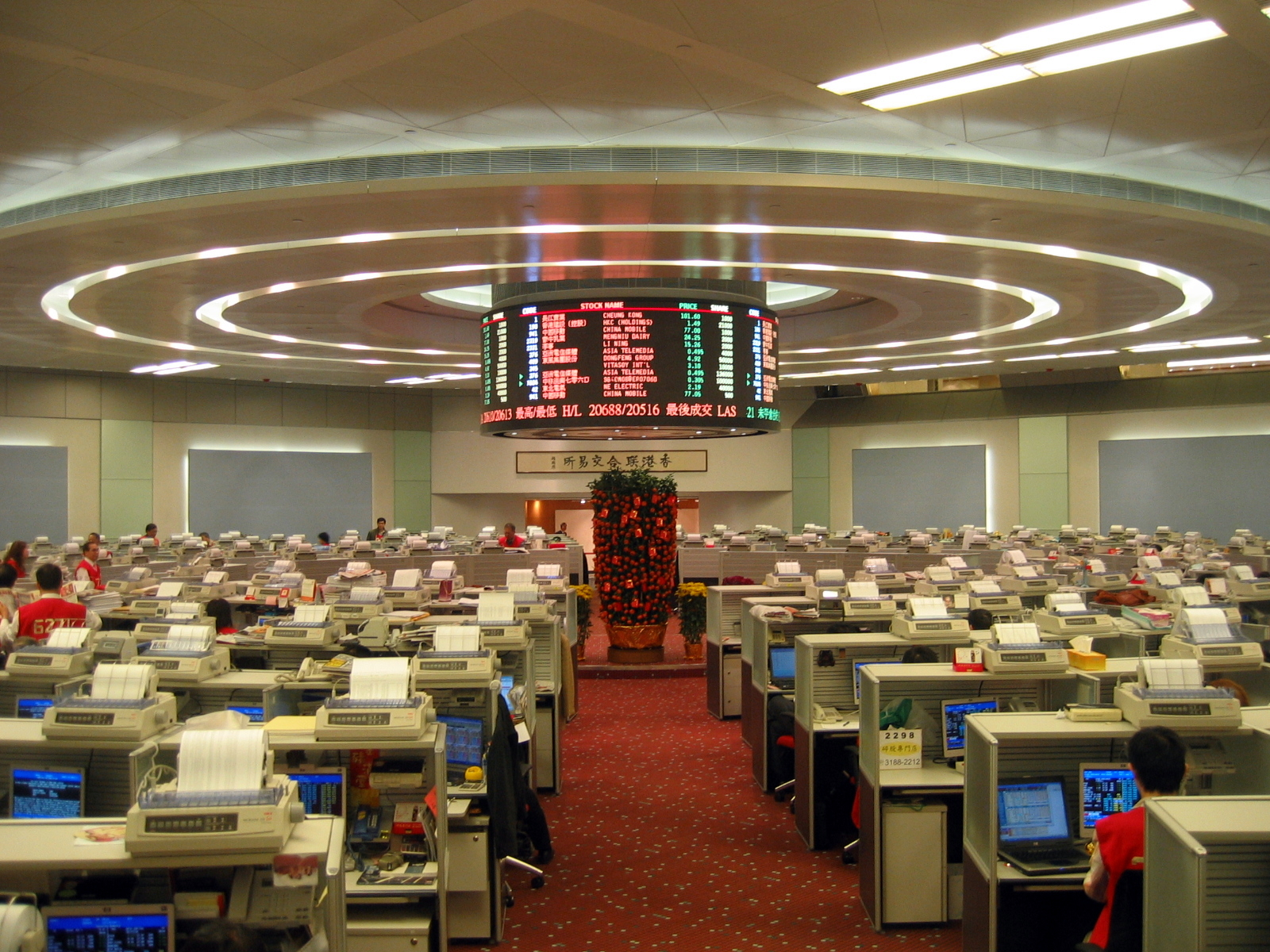
لابی بازار بورس هنگ کنگ

بورس هنگ کنگ (به چینی: 香港交易) (به‌اختصار: SEHK) بازار بورس اوراق بهادار مستقر در هنگ کنگ است، که از لحاظ میزان ارزش بازار سرمایه، پس از بازارهای بورس توکیو و بورس شانگهای، سومین بازار بزرگ بورس آسیا به‌شمار می‌آید و در رتبه ششم از فهرست بزرگترین بازارهای بورس اوراق بهادار جهان قرار دارد.
بورس هنگ کنگ فعالیت خود را از سال ۱۸۰۹ آغاز کرد و هم‌اکنون (۲۰۱۹) سهام ۲٫۳۱۵ شرکت در آن معامله می‌شود و ارزش بازار سرمایه آن بالغ بر ۳٫۹ تریلیون دلار برآورد می‌گردد. شاخص هنگ سنگ مهم‌ترین شاخص بازار بورس هنگ کنگ است.